# Queens
Queens egyike New York amerikai város öt kerületének. Földrajzi szempontból ez a legnagyobb kerület; sok bevándorlónak és két repülőtérnek is otthont ad.
Queens kerülete határos Queens Countyval (járás) is, amely az Egyesült Államok etnikailag legsokszínűbb járásainak egyike. Egy 2005-ös felmérés szerint a bevándorlók a lakosság 47,6%-át tették ki. 2010-re már a lakosság többsége külföldi születésű.
2,2 milliós lakosságával ez a második legnépesebb kerület New York városában (Brooklyn után) és a tizedik legnépesebb járás (county) az Amerikai Egyesült Államokban.
Queenst 1683-ban alapították New York állam 12 első járásának egyikeként.
Nevét II. Károly angol király feleségének (Bragança Katalin angol királyné) itteni lakosztályáról kapta.
A kerületet általában New York külvárosi részeihez sorolják. Queens keleti városrészeinek hangulata a közeli Nassau járás (county) külvárosaihoz hasonlít.
Nyugati és középső részein azonban sok városiasodott terület található és számos üzleti negyed is.
A Long Island City, (Queens folyóparti részén Manhattannel átellenben) ad otthont a Citicorp Building épületnek, amely a legmagasabb New York-i felhőkarcoló Manhattan területén kívül.